# Vertigo substriata
De gestreepte korfslak (Vertigo substriata) is een op het land levende kleine longslak uit de familie van de Vertiginidae.

## Naam
De soortnaam werd in 1833 gepubliceerd door John Gwyn Jeffreys als Alaea substriata. Door andere inzichten in de taxonomie is de soort later in het geslacht Vertigo geplaatst. Als gevolg van deze naamswijziging worden auteursnaam en datum nu tussen haakjes gezet. De naam substriata heeft betrekking op de sculptuur van de schelp: gestreept op de 'onderste' windingen.

## Meer afbeeldingen

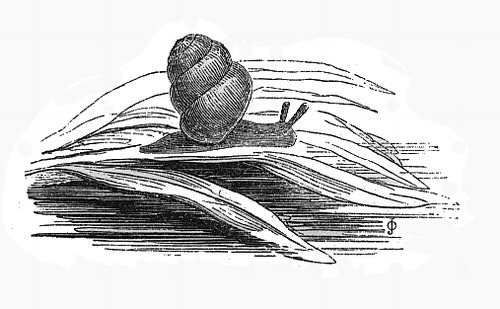